# セルゲイ・スハレフ
セルゲイ・ウラジーミロヴィチ・スハレフ（ロシア語: Сергей Владимирович Сухарев、1981年3月13日 - 2022年3月17日）は、ロシアの空挺軍軍人。階級は大佐で第331親衛空挺連隊の指揮官だった。2022年ロシアによるウクライナ侵攻で戦死した。

## 経歴
ソビエト連邦ロシア・ソビエト連邦社会主義共和国リャザン州エルミシンスキー地区に生まれる。
2014年時には第331親衛空挺連隊の大隊戦術グループの指揮官でイロヴァイスクで包囲されたウクライナ軍兵士の脱出のための「人道回廊」に攻撃を加えることを主導した人物といわれる。
2016年にロシア軍諸兵科連合大学を卒業し、ウリヤノフスクの第31独立親衛空挺旅団の副司令官に就任。
2020年時点では中佐階級だった。
2022年1月のカザフスタンCSTO作戦に参加しており、インタビューによれば彼の連隊は10日間アルマトイに滞在して支配したという。
2022年2月24日から開始されたウクライナ侵略戦争にも従軍したが、3月17日に戦死した。

## 受賞
- ロシア連邦英雄[10]
- 1等武功勲章[1]
- ジューコフメダル（ロシア語版）[1]
- 「クリミア奪還」メダル（ロシア語版）[1]